# Temporada 1958 de las Grandes Ligas de Béisbol
La Temporada 1958 de las Grandes Ligas de Béisbol fue la primera temporada jugada en California para los Dodgers en Los Ángeles 
(antiguamente de Brooklyn) y Giants en San Francisco (antiguamente de New York). Nueva York no tendría un equipo en la
Liga Nacional hasta que los Mets comenzaran a disputarla en 1962
La temporada finalizó cuando New York Yankees derrotaron en la Serie Mundial a Milwaukee Braves, en siete juegos.

## Premios y honores
- MVP
  - Jackie Jensen, Boston Red Sox (AL)
  - Ernie Banks, Chicago Cubs (NL)
- Premio Cy Young
  - Bob Turley, New York Yankees (AL)
- Novato del año
  - Albie Pearson, Washington Senators (AL)
  - Orlando Cepeda, San Francisco Giants (NL)

## Temporada Regular
| Liga Americana        | Liga Americana | Liga Americana | Liga Americana | Liga Americana | Liga Americana | Liga Americana |
| Equipo                | V              | D              | CTE            | JD             | LOCAL          | VISITA         |
| --------------------- | -------------- | -------------- | -------------- | -------------- | -------------- | -------------- |
| New York Yankees      | 92             | 62             | .597           | -              | 44-33          | 48-29          |
| Chicago White Sox     | 82             | 72             | .532           | 10             | 47-30          | 35-42          |
| Boston Red Sox        | 79             | 75             | .513           | 13             | 49-28          | 30-47          |
| Cleveland Indians     | 77             | 76             | .503           | 14½            | 42-34          | 35-42          |
| Detroit Tigers        | 77             | 77             | .500           | 15             | 43-34          | 34-43          |
| Baltimore Orioles     | 74             | 79             | .484           | 17½            | 46-31          | 28-48          |
| Kansas City Athletics | 73             | 81             | .474           | 19             | 43-34          | 30-47          |
| Washington Senators   | 61             | 93             | .396           | 31             | 33-44          | 28-49          |

| Liga Nacional         | Liga Nacional | Liga Nacional | Liga Nacional | Liga Nacional | Liga Nacional | Liga Nacional | Liga Nacional |
| Equipo                | V             | D             | CTE           | JD            | LOCAL         | VISITA        |               |
| --------------------- | ------------- | ------------- | ------------- | ------------- | ------------- | ------------- | ------------- |
| Milwaukee Braves      | 92            | 62            | .597          | -             | 48-29         | 44-33         |               |
| Pittsburgh Pirates    | 84            | 70            | .545          | 8             | 49-28         | 35-42         |               |
| San Francisco Giants  | 80            | 74            | .519          | 12            | 44-33         | 36-41         |               |
| Cincinnati Redlegs    | 76            | 78            | .494          | 16            | 40-37         | 36-41         |               |
| St. Louis Cardinals   | 72            | 82            | .468          | 20            | 39-38         | 33-44         |               |
| Chicago Cubs          | 72            | 82            | .468          | 20            | 35-42         | 37-40         |               |
| Los Angeles Dodgers   | 71            | 83            | .461          | 21            | 39-38         | 32-45         |               |
| Philadelphia Phillies | 69            | 85            | .448          | 23            | 35-42         | 34-43         |               |

## Postemporada
AL New York Yankees (4) vs. NL Milwaukee Braves (3)
|                                               |
| Campeón New York Yankees Décimo Octavo Título |

## Líderes de la liga

### Liga Americana
Líderes de Bateo 
| Categoría           | Jugador       | Equipo | Marca |
| ------------------- | ------------- | ------ | ----- |
| Porcentaje de bateo | Ted Williams  | BOS    | .328  |
| Cuadrangulares      | Mickey Mantle | NYY    | 42    |
| Carreras Impulsadas | Jackie Jensen | BOS    | 122   |
| Carreras Anotadas   | Mickey Mantle | NYY    | 127   |
| Hits                | Nellie Fox    | CHW    | 187   |
| Robo de Bases       | Luis Aparicio | CHW    | 29    |

Líderes de Pitcheo 
| Categoría         | Jugador              | Equipo  | Marca |
| ----------------- | -------------------- | ------- | ----- |
| Victorias         | Bob Turley           | NYY     | 21    |
| Derrotas          | Pedro Ramos          | WSA     | 18    |
| ERA               | Whitey Ford          | NYY     | 2.01  |
| Ponches           | Early Wynn           | CHW     | 179   |
| Entradas Lanzadas | Frank Lary           | DET     | 260.1 |
| Juegos salvados   | Dick Hyde Ryne Duren | WSA NYY | 19    |

### Liga Nacional
Líderes de Bateo 
| Categoría           | Jugador        | Equipo | Marca |
| ------------------- | -------------- | ------ | ----- |
| Porcentaje de bateo | Richie Ashburn | PHI    | .350  |
| Cuadrangulares      | Ernie Banks    | CHC    | 47    |
| Carreras Impulsadas | Ernie Banks    | CHC    | 129   |
| Carreras Anotadas   | Willy Mays     | SFG    | 121   |
| Hits                | Richie Ashburn | PHI    | 215   |
| Robo de Bases       | Willy Mays     | SFG    | 31    |

Líderes de Pitcheo 
| Categoría         | Jugador                 | Equipo  | Marca |
| ----------------- | ----------------------- | ------- | ----- |
| Victorias         | Bob Friend Warren Spahn | PIT MLN | 22    |
| Derrotas          | Ron Kline               | PIT     | 16    |
| ERA               | Stu Miller              | SFG     | 2.47  |
| Ponches           | Sam Jones               | STL     | 225   |
| Entradas Lanzadas | Warren Spahn            | MLN     | 290   |
| Juegos salvados   | Roy Face                | PIT     | 20    |